# Goucher College
Goucher College es una universidad privada, coeducativa ubicada en Towson, en el condado de Baltimore (Maryland), Estados Unidos.
Cuenta aproximadamente con 1475 estudiantes matriculados en 33 carreras y seis programas interdisciplinarios y aproximadamente 900 alumnos que estudian en programas de posgrado. Es la única universidad en los Estados Unidos que requiere una experiencia internacional de estudio para graduarse. Su matrícula cuesta $ 40 558 (2014—2015).

## Historia
En 1881, la Conferencia de Baltimore de la Iglesia Metodista Episcopal aprobó una resolución para fundar un seminario de conferencias. Se generó gran controversia sobre si era mejor fundar un seminario o una universidad. Los ministros metodistas John Franklin Goucher (1845—1922), y John B. Van Meter combatieron en favor de la fundación de una universidad en lugar de un seminario, llegando a alcanzar un acuerdo unánime con el tiempo. Por fin, el 26 de enero de 1885 se fundó la nueva universidad metodista para mujeres con el nombre de Women's College of Baltimore City. En 1910 cambió de denominación a la actual de Goucher College en honor a su fundador, John Goucher, su esposa, Mary Fisher Goucher y benefactores.
Fue una de las únicas seis instituciones “Clase I” para mujeres en los Estados Unidos.
El campus original se situaba en la calle St. Paul y la calle Vigesimotercera del barrio del norte de Baltimore entonces conocido como Peabody Heights desde la década de 1870, en la parte sur de lo que hoy es el barrio de Charles Village (rebautizado en 1967) en la ciudad de Baltimore. Goucher se trasladó a su actual ubicación suburbana en Towson en 1953. La universidad se convirtió en un centro mixto, abandonando su exclusividad femenina, en 1986. Su campus histórico se conoce ahora como el “Old Goucher College Historic District” (“Distrito Histórico del Antiguo Goucher College”), nombre usado cuando se incluyó en el Registro Nacional de Lugares Históricos en 1978. Está al lado de la antigua primera iglesia metodista episcopal de 1884 en calle St. Paul y calle Vigesimosegunda, construida como monumento del centenario de la fundación del metodismo estadounidense —más tarde el título fue renombrado al fundador colonial original de Lovely Lane—.
En 1986 dejó de ser exclusivamente para mujeres y se convirtió en coeducativa.

## Deportes
Goucher compite en la Landmark Conference de la División III de la NCAA.